# Браиловский (посёлок)
Браиловский — посёлок в Кизильском районе Челябинской области России. Входит в состав Зингейского сельского поселения.

## География
Посёлок находится на юге Челябинской области, в пределах юго-восточных предгорьий Южного Урала, в степной зоне, на левом берегу реки Зингейки, на расстоянии 45 километров по прямой к северо-востоку от села Кизильского, административного центра района. Абсолютная высота 345 метров над уровнем моря.
Климат
Климат резко континентальный с сухим жарким летом и суровой зимой. Среднегодовое количество осадков: 266 мм. Средняя температура самого холодного месяца (января) составляет −17,9 °С, самого тёплого (июля) — +19,9 °С.

## Население
| 2002 | 2010 |
| ---- | ---- |
| 424  | ↘422 |

Гендерный состав
По данным Всероссийской переписи населения 2010 года в гендерной структуре населения мужчины составляли 45 %, женщины — 55 %.
Национальный состав
Согласно результатам переписи 2002 года, в национальной структуре населения русские составляли 62 %, казахи — 34 %.

## Улицы
Уличная сеть посёлка состоит из шести улиц и двух переулков.